# 薇婷
薇婷（Veet） 是利洁时旗下的一个脫毛膏品牌。 薇婷的的產品主要以脱毛膏、脱毛液、脱毛凝胶、脱毛摩丝和脱毛蜡等為主。薇婷的脫毛膏产品含有巯基乙酸和氢氧化钾。 
薇婷（Veet）之前的名稱叫作“Neet”，最初由汉尼拔制药公司（Hannibal Pharmaceutical Company）生产。 1918年，该公司在加拿大注册了“Neet”商标。 1958 年，Neet 的商标被转让给了惠氏，1990年又被利洁时收购。 